# Salvadori's vijgpapegaai
Salvadori's vijgpapegaai (Psittaculirostris salvadorii) is een vogel uit de familie Psittaculidae (papegaaien van de Oude Wereld). Deze vogel is genoemd naar de Italiaanse ornitholoog Tommaso Salvadori.

## Kenmerken
De vogel is 19 cm lang. Deze vijgpapegaai is overwegend groen. Het mannetje heeft een heldergele vlek op de wang en een rode vlek op de borst. Bij het vrouwtje is de wangvlek meer geelgroen en zij heeft een hemelsblauwe vlek op de borst. De ogen zijn rood.

## Verspreiding en leefgebied
Deze soort is endemisch in noordwestelijk Nieuw-Guinea. Het leefgebied bestaat uit laagland (tot 400 m boven zeeniveau), regenwoud en moerasbos, waar de vogels verblijven in de boomkronen en aan de bosranden.

## Status
De grootte van de wereldpopulatie werd in 2016 geschat op 30 tot 75 duizend individuen. Salvadori's vijgpapegaai gaat in aantal achteruit door habitatverlies en vangst. Echter, het geschatte tempo van achteruitgang ligt onder de 30% in tien jaar (minder dan 3,5% per jaar). Om deze redenen staat deze vijgpapegaai als niet bedreigd op de Rode Lijst van de IUCN. Er gelden wel beperkingen voor de handel in deze vogel, want de soort staat in de Bijlage II van het CITES-verdrag.